# 埃托邦
埃托邦（法語：Étobon，法語發音：[etɔbɔ̃]）是法国上索恩省的一个市镇，属于吕尔区。

## 地理
埃托邦（47°38'36"N, 6°40'35"E）面积12.26 平方千米，位于法国勃艮第-弗朗什-孔泰大區上索恩省，该省份为法国东部内陆省份，北起顺时针与孚日省、贝尔福地区省、杜省、汝拉省、科多尔省和上马恩省接壤。
与埃托邦接壤的市镇（或旧市镇、城区）包括：尚帕涅、贝尔韦讷、舍讷比耶、克莱尔古特、吕兹。
埃托邦的时区为UTC+01:00、UTC+02:00（夏令时）。

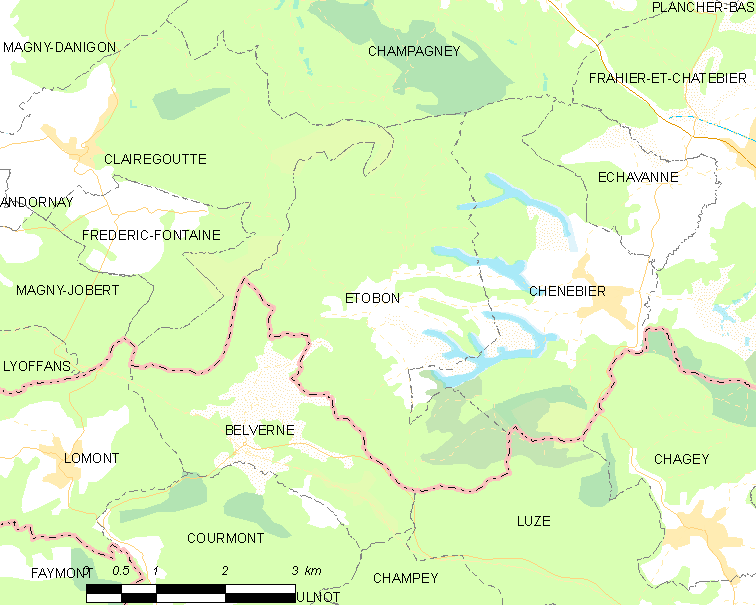
埃托邦的OSM定位图

## 行政
埃托邦的邮政编码为70400，INSEE市镇编码为70221。

## 政治
埃托邦所属的省级选区为埃里库尔第二县。

## 人口

1962-2008年间埃托邦人口变化图示

埃托邦于2022年1月1日时的人口数量为277人。